# Korallenriff

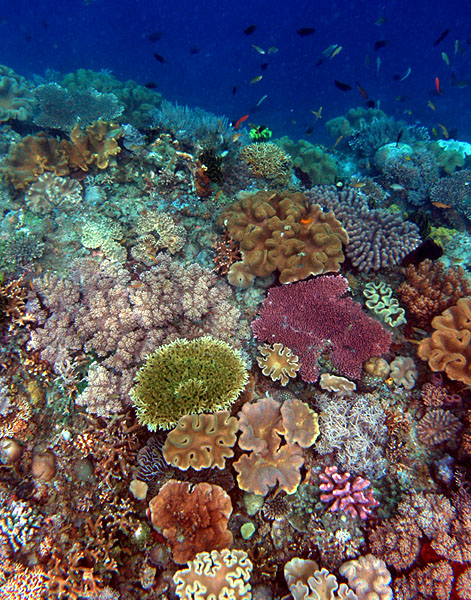
Korallenriff an der Nordküste von Osttimor mit Stein- und Lederkorallen

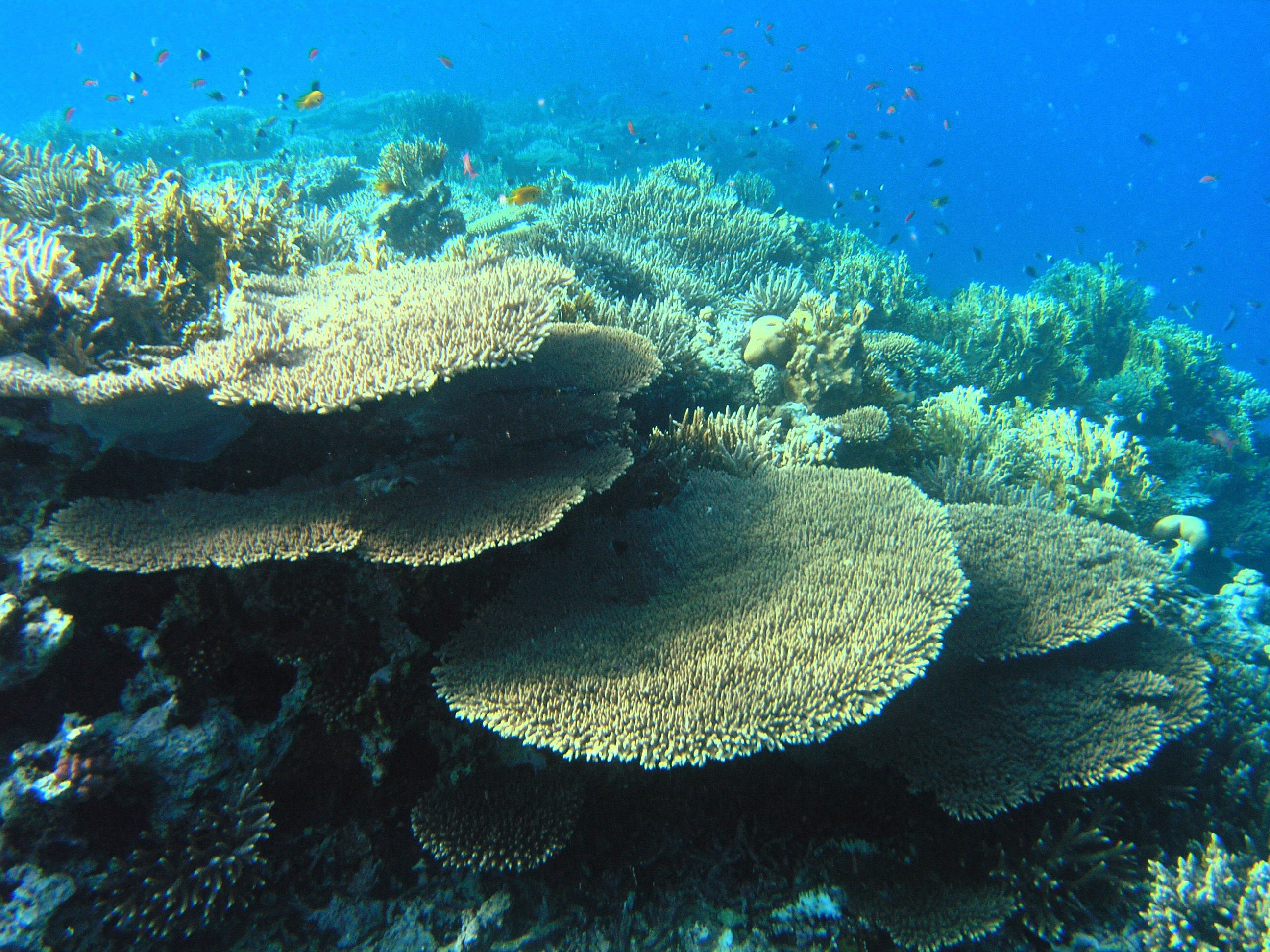
Korallenriff im Roten Meer mit tischförmigen Acroporen

Ein Korallenriff (auch „Regenwald der Meere“ wegen der sehr großen Artenvielfalt) ist eine von hermatypischen (riffbildenden) Nesseltieren gebildete Riffstruktur im Meer, die groß genug wird, um einen bedeutenden physikalischen und ökologischen Einfluss auf ihre Umgebung auszuüben. Es sind die größten von Lebewesen geschaffenen Strukturen der Erde. Die Gesamtfläche der heutigen Korallenriffe liegt bei 600.000 km², bei den Malediven erheben sich die Riffe bis zu 2200 Meter über den Meeresboden.

## Entstehung und Wirkung
Korallenriffe werden im Wesentlichen von Korallen aus der Gruppe der Steinkorallen (Scleractinia) aufgebaut, daneben tragen die Feuerkorallen (Millepora) sowie, im tropischen Indopazifik, die Blaue Koralle (Heliopora coerulea) zur Riffbildung bei. Steinkorallen sondern an ihrem Fuß ein Kalkskelett aus, das zu 98 bis 99,7 % aus Calciumcarbonat in der Modifikation Aragonit besteht. Sie nehmen im Meerwasser gelöste Calciumionen und Hydrogencarbonat-Ionen auf und fällen daraus Calciumcarbonatkristalle. Steinkorallen besiedeln sowohl die Tiefsee als auch das Flachwasser bis zur Wasseroberfläche. Sie bauen im Laufe vieler Jahrhunderte aus ihren Kalk-Skeletten die Riffstruktur auf.
Eine Koralleninsel entsteht durch langfristige Veränderungen des Wasserstandes. Da das Korallenriff bis zur Wasseroberfläche wachsen kann, bildet sich nach späterem Absenken des Meeresspiegels oder Anheben des Bodens eine Insel oder eine Reihe von Inseln, oft in Form eines Atolls.
Korallenriffe sind komplexe marine Ökosysteme. Sie sind das Biotop (Lebensraum) für eine Biozönose (Lebensgemeinschaft) von Pflanzen und Tieren, beispielsweise Würmer, Weichtiere, Schwämme, Stachelhäuter und Krebstiere. Eine große Bedeutung haben Korallenriffe als „Kinderstube“ für pelagisch lebende Fische.

## Typen
Nach ihrer geographischen Verbreitung können Korallenriffe in zwei Typen eingeteilt werden: die tropischen Korallenriffe und die Tiefwasserriffe.

### Tropische Korallenriffe

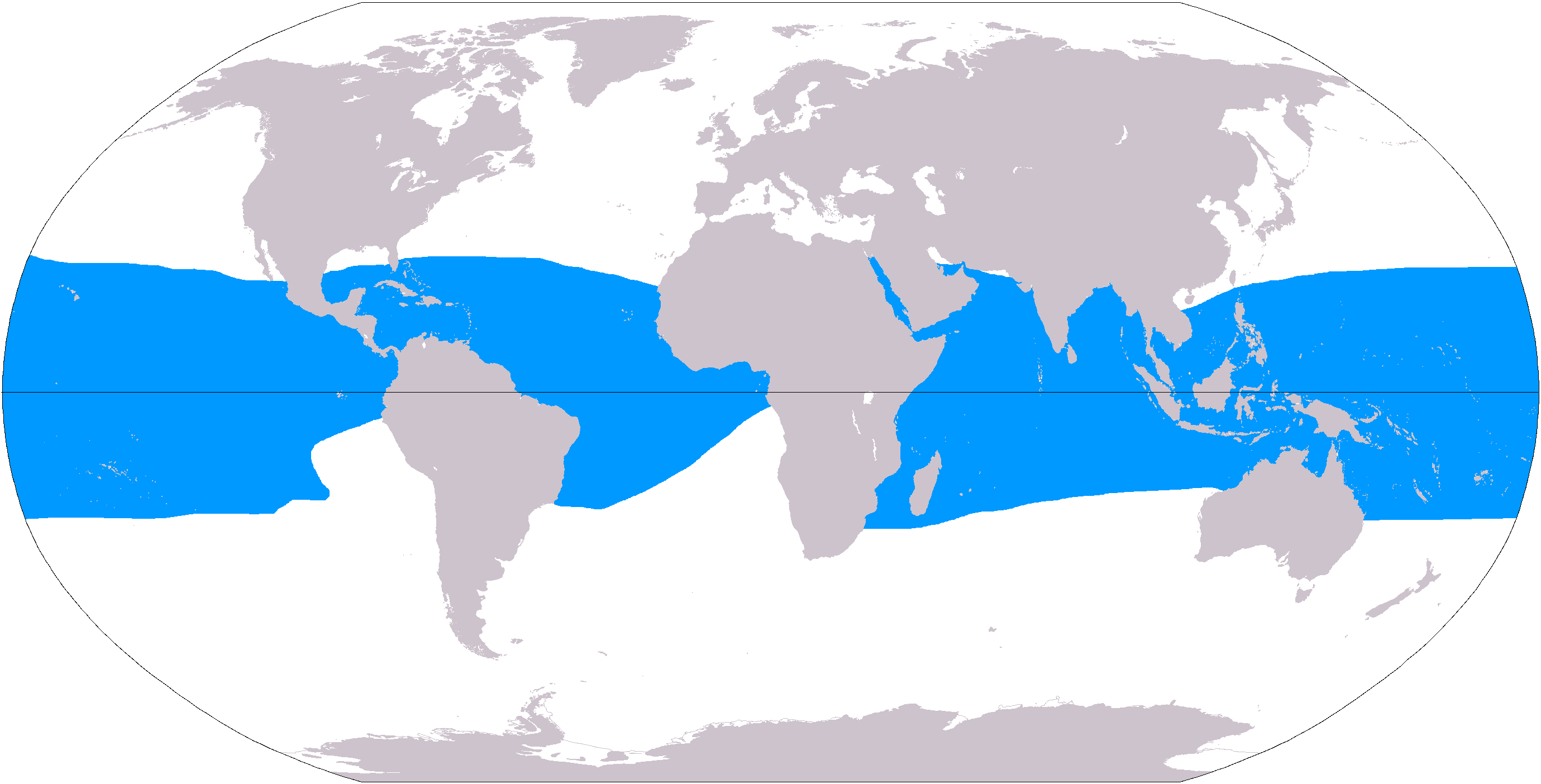
Regionen mit dauerhaft über 20 °C Wassertemperatur

Riffbildende Korallen aus tropischen Korallenriffen können nur bei Wassertemperaturen überleben, die 20 °C nur sehr selten unterschreiten. Aus diesen Gründen beschränkt sich die Entstehung auf einen Bereich ungefähr zwischen 30° nördlicher und 30° südlicher Breite. Im Atlantik liegen die nördlichsten Korallenriffe an der Küste der Bermudas (32° 30’ nördlicher Breite), die südlichsten etwas nördlich von Rio de Janeiro (23° S). Zwar finden sich noch zwei Arten normalerweise riffbildender Steinkorallen bei Cape Hatteras (34° N) an der Ostküste der Vereinigten Staaten, sie bilden dort jedoch keine Riffe mehr. Ähnlich ist die Situation im Pazifik in der Bucht von Tokio (38° N). Hier kommen tropische Korallenriffe erst ab den Ryūkyū-Inseln bei 30° N vor. Der südlichste Ausläufer des Great Barrier Reef befindet sich nördlich von Brisbane in der Moreton Bay (27° 30’ S), ein weiteres sehr südlich gelegenes Riff im Pazifik bei Rapa Iti, auf der gleichen Höhe. Bei der Lord-Howe-Insel ermöglicht eine warme Meeresströmung die Korallenriffbildung noch bei 31° 30’ S. Im Roten Meer kommen Korallenriffe bis in dessen nördlichen Ausläufer, den Golf von Akaba (29° 30’ N) vor. Das südlichste Korallenriff weltweit liegt im Indischen Ozean beim Houtman-Abrolhos-Archipel an der Westküste Australiens (29°S). An der Westküste des Indischen Ozean reichen Korallenriffe bis zur Inhaca-Insel in der Maputo-Bucht (26° S, Mosambik).
Da die allermeisten Steinkorallen in Symbiose mit Zooxanthellen leben, sind sie auf den Sonnenschein angewiesen, der mit zunehmender Wassertiefe rapide abnimmt. Die Gesamtfläche aller Korallenriffe beträgt etwa 600.000 km². Jährlich werden im Durchschnitt 640 Millionen Tonnen Riffkalk abgelagert.
Unterschieden werden zwei Hauptkategorien tropischer Korallenriffe:
- Litorale (küstennahe) Riffe findet man in den Flachwasserzonen der Kontinentalschelfe. Durch Süßwassereinleitung sind diese Riffe nährstoffreicher als neritide Riffe, wodurch solche Riffe häufiger von Weichkorallen und Algen dominiert werden.
- Neritide Riffe finden sich fernab der Kontinente, wenn durch vulkanische Aktivitäten Inseln über der Wasseroberfläche entstehen. Neritide Riffe findet man vor allem im tropischen Pazifik (Hawaii, Tahiti). Hier findet sich bedingt durch den niedrigeren Nährstoffgehalt als in litoralen Riffen eine höhere Artenvielfalt, besonders bei Steinkorallen.

### Tiefwasserriffe
Viele Korallenarten können auch in kühlerem und kaltem Wasser bei Temperaturen weit unter 20 °C und teilweise unterhalb der euphotischen Zone in Tiefen von vielen hundert Meter in völliger Dunkelheit leben. Im Unterschied zu ihren tropischen Verwandten leben sie nicht in Endosymbiose mit Zooxanthellen und nutzen nicht das Sonnenlicht als primäre Energiequelle, sondern ernähren sich als Filtrierer von Zooplankton. Die Mehrzahl der Korallenarten in kühlem und kaltem Wasser sind solitäre Korallen aus den Familien der Caryophylliidae und Dendrophylliidae, welche sehr langsam wachsen, klein bleiben und daher keine Riffe bilden.

Lophelia-Riff

Unter den um die 1000 bekannten Arten sind weniger als 20 Riffbildner. Eine der Ausnahmen ist die Gattung Lophelia, die koloniebildend ist und zusammen mit Madrepora oculata ausgedehnte, heckenartige Korallenriffe bildet. Die größten Lophelia-Riffe erreichen eine Höhe von 45 Metern und eine Länge von zwei Kilometern. Sie wachsen im Vergleich mit tropischen Korallenriffen sehr langsam. Das Wachstum beträgt durchschnittlich 7,5 mm/Jahr, maximal 20 bis 25 mm/Jahr. Sehr große Riffe müssen also mehrere tausend Jahre alt sein. Riffe aus Kaltwasserkorallen kommen im oberen Bereich von Kontinentalrändern, an Tiefseebergen, auf ozeanischen Bänken und Plateaus vor, wie dem Rockall-Plateau, dem Chatham-Rücken oder den Porcupine- und Hatton-Bänken. Ein Gürtel dieser Korallenriffe erstreckt sich entlang des europäischen Kontinentalrandes von der iberischen Halbinsel bis zum Nordkap. Tiefwasserriffe findet man typischerweise in Wassertiefen von 200 bis 600 Metern. In norwegischen Fjorden werden sie ab 52 m Tiefe vorgefunden. Aus dem Mittelmeer sind mindestens 37 Steinkorallenarten bekannt, die teilweise auch Riffe bilden können.
Auch diese Kaltwasserriffe sind durch menschliche Einflüsse in ihrer Existenz bedroht. Neben der Versauerung und Verschmutzung der Meere stellen moderne Fischfangmethoden die größte Bedrohung für diesen Lebensraum dar. Ein einziges Grundschleppnetz kann in wenigen Minuten ein Riff zerstören, das mehrere tausend Jahre gewachsen ist.

## Unterschiedliche Riffformen
Ihre Form und Entstehung verdanken die unterschiedlichen Rifftypen sowohl geologischen Ereignissen, wie Kontinentalverschiebungen, Landabsenkungen als auch Schwankungen des Meeresspiegels und Temperaturveränderungen. Diese Faktoren prägen das Erscheinungsbild der Korallenriffe stärker, als Korallenarten, aus denen das Riff besteht. Alle auf der Erde vorkommenden Riffformationen lassen sich einem der folgenden vier Riffarten zuordnen.
Im Laufe der Zeit verändern Riffe sich, so dass aus einem ehemaligen Saumriff zunächst ein Barriereriff und später ein ring- oder hufeisenförmiges förmiges Atoll werden kann, wie durch Satellitenaufnahmen nachgewiesen werden konnte. Der gesamte Prozess in dem sich erst ein Saumriff ausbildet und dann langsam zum Atoll wird, kann etwa 30 Millionen Jahre dauern.

### Saumriffe

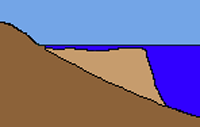
Saumriff

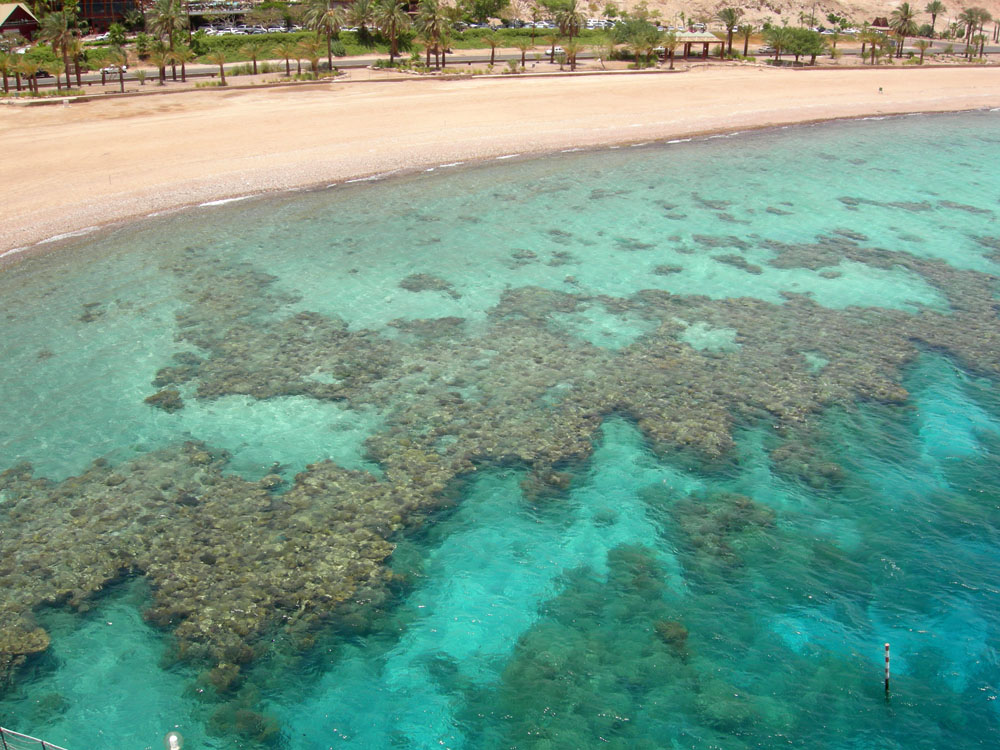
Saumriff bei Eilat an der Südspitze Israels

Ein Saumriff erstreckt sich in direkter Küstennähe, entlang des Festlandes oder vor einer Insel und kann dabei mehrere Kilometer Länge erreichen. Ihre Breite beträgt meist unter 100 Meter, kann jedoch auch mehrere hundert Meter betragen. Wie weit ein Saumriff ins Meer hinein reicht, hängt sowohl von der Wasserqualität ab, als auch davon, wie steil der Meeresboden abfällt.
Saumriffe entstehen zunächst unmittelbar am Ufer auf Höhe der Niedrigwassergrenze und dehnen sich mit ihrem Wachstum immer mehr seewärts aus. Bis sich in der Nähe der Küste ein richtiges Saumriff ausgebildet hat, können bis zu 10 000 Jahre vergehen.
Die Oberfläche des Saumriffs bleibt dabei immer auf gleicher Höhe dicht unterhalb der Wasserlinie. Bei älteren Saumriffen, deren äußere Bereiche sich weit ins Meer hinausgeschoben haben, wird der innere Teil durch Erosion vertieft und bildet schließlich eine Lagune, die auch als Lagunensaumriff bezeichnet wird. Diese Formationen können über 100 Meter breit und einige Meter tief werden und treten parallel zur Küste auf.
Da die mit den Korallen in Symbiose lebenden Zooxanthellen ausreichend Licht benötigen, um zu überleben, bilden sich nur in flacheren Wasserbereichen lebensfähige Riffe aus.
Saumriffe sind der am weitesten verbreitete Rifftyp weltweit und im Roten Meer fast der einzige. Ebenfalls häufig ist diese Riffform in Südostasien, im Indischen Ozean und in der Karibik.

### Barriereriffe

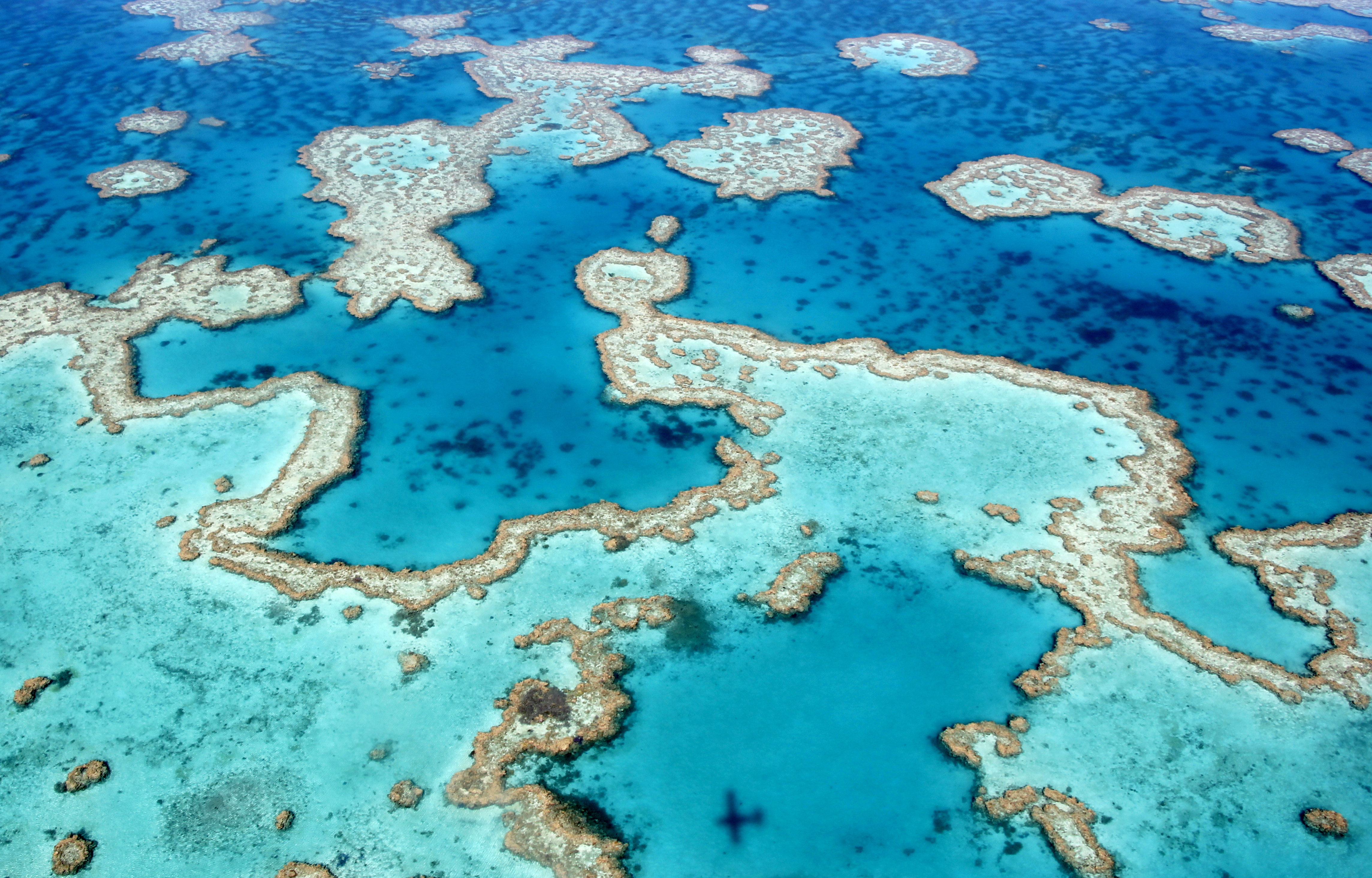
Luftaufnahme des Great Barrier Reefs bei Queensland

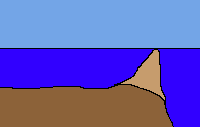
Barriereriff

Anders als Saumriffe, deren Ursprung sich immer am Ufer des Festlandes befindet, bilden sich Barriereriffe meist im offenen Meer. Barriereriffe sind daher durch eine 30 bis 70 Meter tiefe Lagune von der Küste entfernt und ähneln dabei den späten Erscheinungsformen eines Lagunensaumriffs.
Ähnlich wie bei einem Atoll ist für die Entstehung eines Barriereriffs eine Senkung des Meeresbodens oder eine Hebung des Meeresspiegels Voraussetzung für die Riffentstehung. Die enormen Ausmaße dieser Riffform entstehen durch Veränderungen der Umweltbedingungen, wie der Veränderung des Meeresspiegels oder geologischer Veränderungen, wie der Absenkung des Bodens. Die Korallen reagieren mit Wachstum auf die neuen Bedingungen, die somit langsam zur Formung des Riffs beitragen. Durch das Zusammenspiel von geologischen Prozessen und Riffwachstums sind Barriereriffe deutlich seltener als Saumriffe.
Während das Riff durchaus über 100.000 Jahre wachsen kann, erodiert bei vulkanischen Inseln der Fels im Inselinneren. Das ehemalige Saumriff versinkt allmählich im Meer und wird zu einem Barriereriff.
Barriereriffe finden sich auch an den Küsten von Providencia, Mayotte, den Gambierinseln, an der Südostküste Kalimantans, an Teilen der Küste Sulawesis, Südostneuguineas und der Südküste des Louisiade-Archipels.
Das größte und bekannteste Barriereriff ist das Great Barrier Reef entlang der australischen Nordostküste. Weitere große Barriereriffe sind das Belize Barrier Reef und das Neukaledonische Barriereriff.

### Plattformriffe

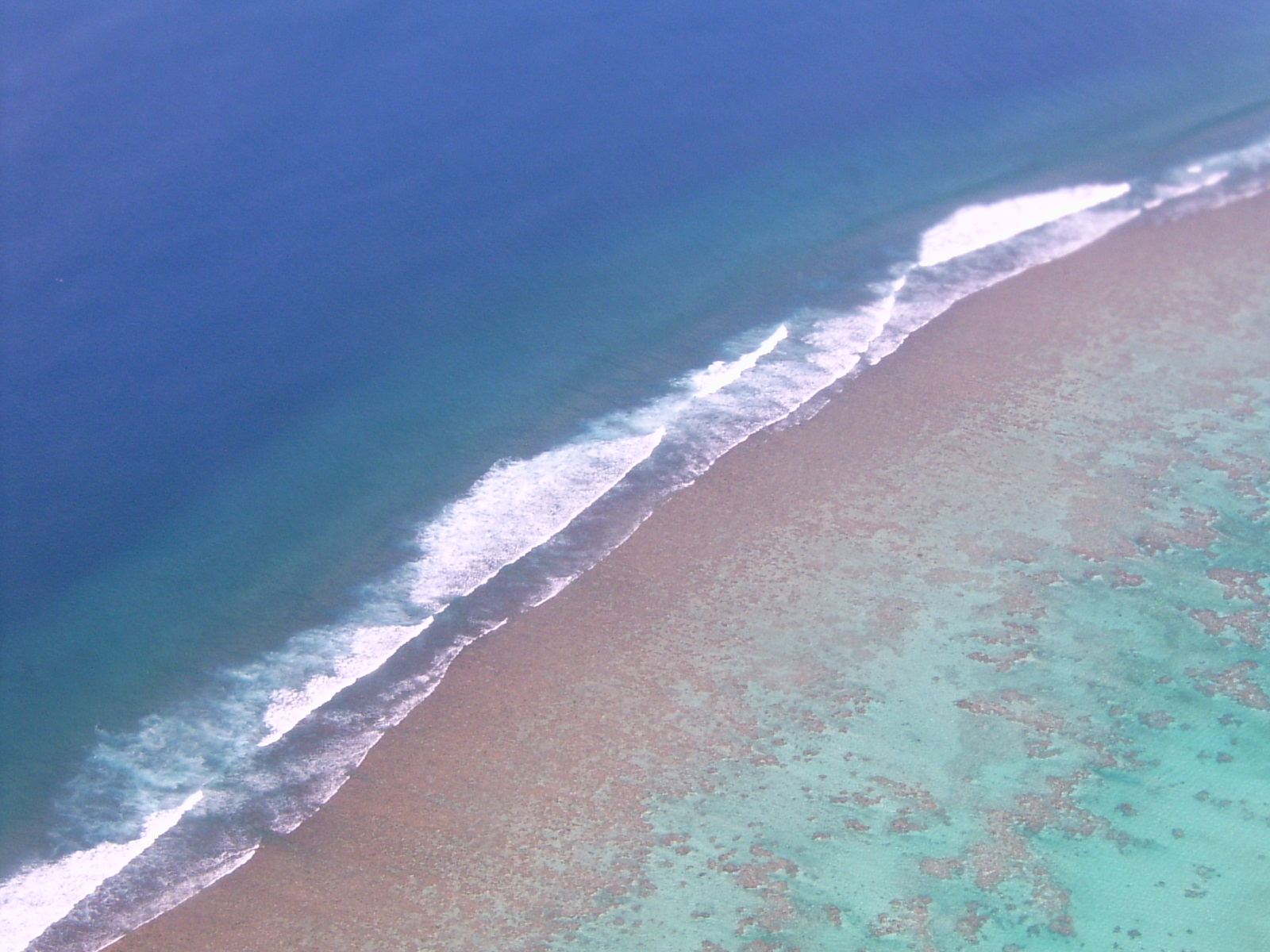
Plattformriff vor den Cookinseln

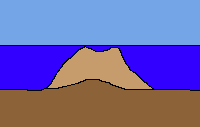
Plattformriff

In ihrer Form ähneln Plattformriffe Atollen, müssen jedoch nicht in der Nähe des Festlandes liegen. Unabhängig von Küsten oder Inseln entstehen diese Riffe in flachen Wasserzonen, in der die Lichtverhältnisse die Ansiedlung von Korallen zulassen. Plattformriffe können sich dabei sogar mehrere hundert Kilometer von der Küste entfernt, auf dem Kontinentalschelf oder im offenen Ozean, bilden.
Plattformriffe wachsen, im Unterschied zu Saum- und Barrierriffen, die sich nur seewärts ausdehnen, nach allen Seiten. Sie können recht unterschiedliche Größen erreichen, von wenigen hundert Metern bis zu vielen Kilometern. Meist ist ihre Form oval bis stark langgezogen. Teile der Riffe können bis zur Oberfläche reichen und dort Sandbänke und kleine Inseln bilden, um die sich eigene Saumriffe bilden können. In der Mitte eines Plattformriffs kann sich eine Lagune befinden. Auch innerhalb von Atollen finden sich Plattformriffe. Hier werden sie Fleckriffe genannt und erreichen nur Durchmesser von wenigen dutzend Metern.
Erheben sich Plattformriffe auf einer länglichen Struktur, z. B. einem untergegangenen, ehemaligen Barrierriff, können sie in einer Reihe angeordnet sein. Dies ist z. B. an der Ostküste des Roten Meeres bei Dschidda der Fall. Bei sehr alten Plattformriffen kann der innere Teil so stark erodiert sein, dass sie ein Pseudoatoll bilden. Von echten Atollen sind sie nur durch genaue Untersuchungen und eventuell Bohrungen zu unterscheiden. Einige Plattformriffe der Lakkadiven haben durch Wind und Wasserströmung eine U-förmige Form.
Im südlichen Great Barrier Reef befinden sich einige Plattformriffe, die im Swain- und im Capricornia-Nationalpark auf dem Kontinentalschelf, etwa 100 bis 200 km von der Küste entfernt. Im Great Barrier Reef gibt es dabei Plattformriffe, die bis zu 15 Kilometer Durchmesser erreichen.
Einige Plattformriffe der nördlichen Maskarenen sind sogar mehrere tausend Kilometer vom Festland entfernt.

### Atolle

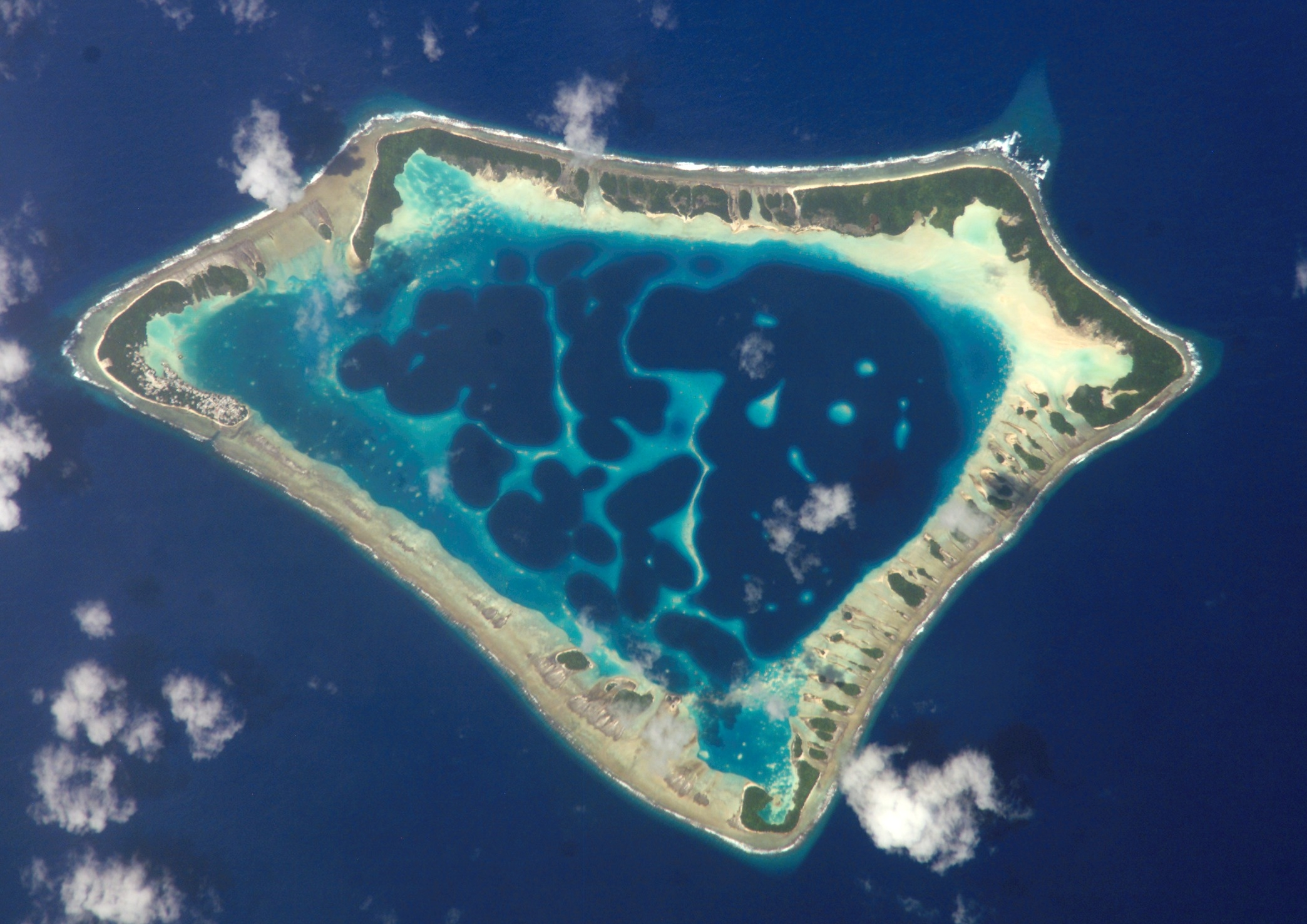
Das Atafu-Atoll beim neuseeländischen Archipel Tokelau

Entstehung eines Atolls nach Charles Darwin

Ein Atoll bezeichnet eine ring- oder hufeisenförmige Riffformation, die eine Lagune umschließt und dabei weder mit dem Festland noch mit anderen Inseln, verbunden ist.
Die bekannteste Theorie zur Atollbildung legte Charles Darwin bereits 1843 vor, nachdem er die Beobachtungen seiner Weltumseglung wissenschaftlich ausgewertet hatte.
Darwins Theorie besagt, dass ein Atolle ihr Wachstum stets als Saumriff beginnen, welches die Küsten einer Insel umschließt.
Im Laufe der Jahrtausende wird die Insel durch Erosion abgetragen, oder versinkt entweder durch die Absenkung des darunter liegenden Bodens oder durch den Anstieg des Meeresspiegels. Während dieser Prozess abläuft, verbleibt das Saumriff durch anhaltendes Wachstum stets unmittelbar in der Nähe der Wasseroberfläche. Während die ursprüngliche Insel immer weiter im Meer versinkt, wächst die innere Lagune, zwischen Insel und Riff. Ragt schließlich nur noch die Spitze einer Insel aus der Mitte eines Korallenriff-Rings hervor, spricht man von einem Fast-Atoll. Ein vollständiges Atoll bedeutet, dass die Insel, an der sich das Riff gebildet hat, komplett unterhalb des Wasserspiegels liegt, während der Korallenring verbleibt.
Die Malediven sind aus 26 solcher Atolle aufgebaut.

## Zoneneinteilung
Jedes Riff lässt sich in verschiedene Zonen gliedern, in denen aufgrund der dort vorherrschenden Bedingungen unterschiedliche Pflanzen und Tiere leben. Diese Zonen sind bei den verschiedenen Rifftypen unterschiedlich stark ausgeprägt, und auch innerhalb eines Rifftyps kann der Aufbau variieren. Nachfolgend wird der typische Aufbau eines Saumriffs erläutert.
- Die Strandzone schließt sich direkt an das Festland an. Bei Ebbe fällt sie im Tagesverlauf zweimal für mehrere Stunden trocken. Die Strandzone wird hauptsächlich von Krabben und Schnecken bewohnt. Unterhalb des Wasserspiegels bei Ebbe sind Algen, kleine Muscheln und Einsiedlerkrebse zu finden.

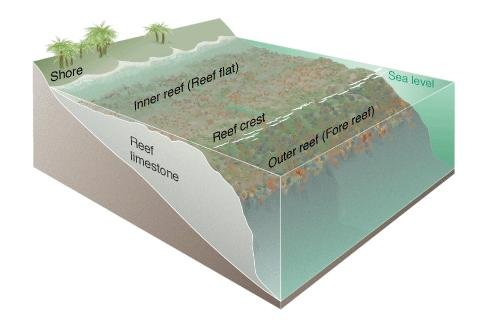
Die Zonierung des Korallenriffs

- In Richtung Meer schließt sich das Riffdach, der horizontale Teil des Riffs, an.
  - In den inneren Bereichen dominieren Braun- und Blaualgen, weiter seewärts gefolgt von Rotalgen. In dieser Algenzone leben nur wenige Tierarten. Am häufigsten sind einige Seeigelarten. Auch Schlangensterne und Krebse kann man antreffen. Nur wenige Fische leben in dieser Zone, hauptsächlich kleine Grundeln und Schleimfische. In den äußeren Bereichen der Algenzone wachsen verschiedene Weichkorallen, vereinzelt sind auch Steinkorallen anzutreffen.
  - In der Übergangszone findet sich ein hoher Artenreichtum. Das Wasser ist hier tiefer und klarer, die Wasserbewegung stärker als weiter landwärts. Hier findet man größere Kolonien von Steinkorallen, die sogenannte Mikroatolle bilden können. Diese Bereiche können gelegentlich noch trockenfallen.
  - Der äußere Bereich zwischen Innenriffhang und der Außenriffkante fällt niemals trocken. Er ist durchschnittlich 10 Meter breit und weist eine Wassertiefe von 40 cm bis zu einem Meter auf. Eine starke Wellenbewegung verhindert, dass sich Sand und anderes loses Material ablagert. Es bilden sich strömungsstarke Tunnel und Kanäle. Hier dominieren Stein- und Weichkorallen, Algen dagegen findet man nur noch wenige. An Fischen findet man hauptsächlich Riffbarsche, Lippfische und Doktorfische.
- Die Außenriffkante ist starker Brandung ausgesetzt. Die Steinkorallen dominieren, unter ihnen mehrere Acropora-Arten. In der starken Strömung wachsen Seeanemonen. An der Riffkante und im oberen Teil des Riffhangs leben viele schwarmbildende Fische, die aus dem Schutz der Korallenstöcke Jagd auf Plankton machen. In Unterwasserhöhlen gedeihen Filtrierer wie Schwämme, Seescheiden und Steinkorallen der Gattung Tubastraea. Auch viele Fische nutzen solche Höhlen zu ihrem Schutz, zum Beispiel Soldatenfische.
- Im Vorriff, das den Übergang vom Riffhang zur offenen See darstellt, finden sich durch Sandflächen voneinander getrennte Riffpfeiler, die dicht von Korallen bewachsen sind. Im tiefer werdenden Wasser vor den Riffpfeilern finden sich viele Gattungen von Stein- und Weichkorallen, deren Anzahl mit zunehmender Wassertiefe abnimmt. Das Vorriff ist der Lebensraum vieler Fische, wie Falterfische und Kaiserfische. Auch Raubfische wie Zackenbarsche und Muränen haben hier ihr Revier.

## Künstliches Korallenriff

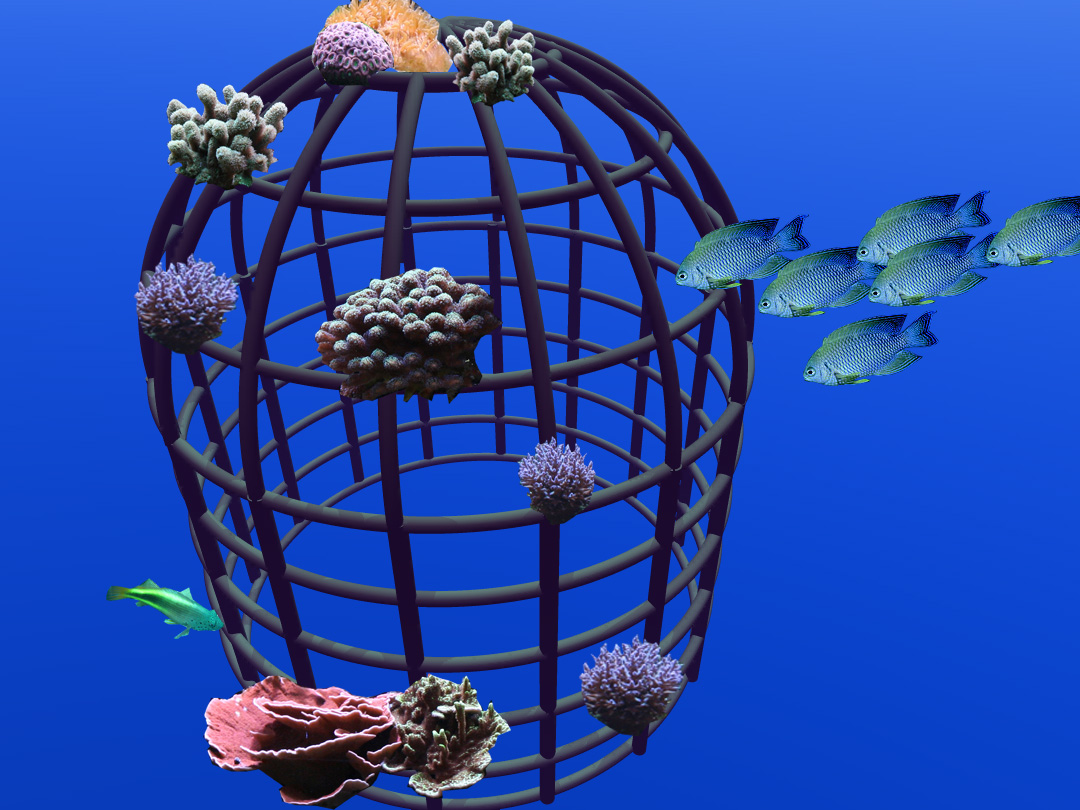
Künstliches Korallenriff (Fotomontage)

Seit einigen Jahren wird versucht künstliche Korallenriffe herzustellen. Ausgehend von der Beobachtung, dass im Meer versunkene große Objekte, wie Schiffe und Flugzeuge, innerhalb weniger Jahre besiedelt wurden, begann man künstliche Strukturen im Meer gezielt zu installieren. Dabei gab es große Fehlschläge, wie das Osborne-Riff aus Millionen alten Autoreifen, und Erfolge. So wurden z. B. Riffballs eingesetzt und Stahlkonstruktionen nach der Biorock-Technologie unter schwachen Gleichstrom gesetzt, um dort in kurzer Zeit Mineralien abscheiden zu können, die von Korallen-Polypen gerne besiedelt werden. Auch in der Meerwasseraquaristik beschäftigt man sich mit der künstlichen Nachbildung von Korallenriffen.

## Bedeutung
Weltweit hängt der Lebensunterhalt von rund einer halben Milliarde Menschen zumindest teilweise von der Existenz von Korallenriffen ab. Zudem wird davon ausgegangen, dass ca. 30 Millionen Menschen, vor allem Bewohner von Atollen, vollständig auf solche Riffe angewiesen sind. Zudem schützen Korallen Strände vor Erosion und Sturmschäden. Von Touristen werden die Riffe ihrer Schönheit wegen geschätzt. Korallenriffe beheimaten außerdem eine Vielzahl mariner Lebewesen und sind für deren Existenz von großer Wichtigkeit.

### „Internationales Jahr des Riffs“
Um die ökologische Bedeutung der Riffe weltweit zu unterstreichen und auf ihre mehrfache existentielle Bedrohung hinzuweisen, wurde nach 1997, 2008, das Jahr 2018 zum 3. Mal als „Internationales Jahr des Riffs“ ausgerufen.

## Zukunft und Gefährdung
Die Zahl der Korallenriffe nimmt stark ab; bereits ein Fünftel sämtlicher Riffe sind verschwunden. Gründe dafür sind das Dynamitfischen und Zyanidfischen, die Überfischung allgemein, die industrielle Verschmutzung, Bauaktivitäten und auf Grund gelaufene Schiffe. Nach Angaben von Ozeanologen waren im April 2007 weltweit etwa 20 Prozent der Korallenriffe zerstört, weitere 50 Prozent ernsthaft gefährdet. In den folgenden Jahren kam es weltweit zu mehreren schweren Korallenbleichen; 2016 bleichten im Great Barrier Reef bei der bis dato schwersten jemals dokumentierten Bleiche rund 90 % der Riffe zumindest teilweise aus. Zwar ist eine Bleiche nicht gleichbedeutend mit einem automatischen Absterben aller Korallen. Durch die immer kürzere Abfolge von immer stärkeren Bleichen bleibt den Korallen inzwischen aber keine Zeit mehr, um sich von vorangegangenen Bleichen zu erholen, sodass die Zukunft von Korallenriffen als sehr fragwürdig gilt.
Bereits Mitte der 1990er Jahre sahen Korallenriffexperten bei einer Umfrage als die wichtigsten Bedrohungsfaktoren Sedimenteneinträge und Eutrophierung aufgrund von Land- und teilweise Forstwirtschaft und eine nicht nachhaltige Fischerei. Den größten negativen Effekt haben globale Erwärmung und damit einhergehend die Versauerung der Meere infolge der durch menschlichen Einfluss steigenden Kohlendioxidkonzentration in der Erdatmosphäre.
Um einen kleinen Teil der Korallen erhalten zu können, sind drastische Klimaschutzmaßnahmen notwendig; das politische Ziel, den Anstieg der Treibhausgase auf 2° Celsius zu limitieren schützt die Korallenriffe nicht: Eine Korallenbleiche kann bereits bei 320 ppm CO2 in der Atmosphäre einsetzen. Versauerung des Meerwassers und weitere Stressoren haben bis 2008 19 Prozent der weltweiten Korallenriffe degradiert und weitere 35 Prozent waren nach dem Report von Wilkinson zu diesem Zeitpunkt ernsthaft bedroht.
Durch steigende Wassertemperaturen kommen Korallenbleichen weltweit häufig vor; ein weiterer Anstieg wird erwartet. Um weltweit mehr als 10 Prozent aller Korallenriffe zu erhalten, müsste die globale Erwärmung auf unter 1,5 Grad Erwärmung gegenüber vorindustriellen Zeiten begrenzt werden. Der Sonderbericht 1,5 °C globale Erwärmung des IPCC stellte fest, dass bei zwei Grad globaler Erwärmung nahezu alle Korallenriffe verloren wären.
Nachdem beobachtet wurde, dass mehr als drei Jahrzehnte nach dem Auftreten der ersten massenhaften Bleichen die Korallen im Golf von Akaba davon verschont geblieben sind, hat man beschlossen, die Ursachen für dieses Phänomen in einem internationalen Forschungsprojekt während vier Expeditionen in den Sommern 2021 bis 2024 in Kooperation mit Forschern und den Regierungen der Anrainerstaaten zu ergründen. Die Forscher aus aller Welt unter Schweizer Führung durch das an der EPFL 2019 gegründete Transnational Red Sea Center wollen an Bord der Segeljacht unter dem Namen «Fleur de Passion» die Vielfalt der Korallen in der Region erfassen und genetisch analysieren, sowie störende Einflüsse in dieser intensiv durch den Menschen genutzten Zone identifizieren.
Inzwischen wird damit gerechnet, dass bereits im Jahr 2035 die Hälfte aller Korallenriffe verschwunden sein könnten, da nur wenige Korallen solch hohe CO2-Konzentration überleben.

## Geologie
Die in früheren Erdzeitaltern gebildeten Korallenriffe sind heute als Bioherme oder Biostrome überliefert. Die Dolomiten und der Hohe Dachstein und andere Berge der Nördlichen Kalkalpen bestehen vor allem aus Korallenkalk und sind fossile Korallenriffe, die im Zuge der Alpidischen Orogenese angehoben wurden. Beim Hohen Göll in den Berchtesgadener Alpen kann man noch die Zonen eines Riffs einschließlich einer Lagune unterscheiden.
Die ersten, schon im Präkambrium von Lebewesen erzeugten Riffe, die Stromatolithen wurden nicht von Nesseltieren geschaffen, sondern sind durch Einfangen und Bindung von Sedimentpartikeln infolge des Wachstums von Mikroorganismen, vor allem von Cyanobakterien, entstanden. Im unteren Kambrium wurden kleine Riffe von den Archaeocyathiden, die vielleicht eine spezialisierte Gruppe der Schwämme waren, zusammen mit Stromatolithen gebildet. Sie erreichten Längen von bis zu 30 Metern und eine Breite von bis zu drei Meter.
Vom Ordovizium bis zum Perm sind die Tabulata und die Rugosa die ersten Riffbildner unter den Blumentieren. Von da an kann man von Korallenriffen sprechen. Im Silur und im Devon wurden Riffe aber nicht nur von Korallen, sondern auch von Stromatoporen genannten Lebewesen aufgebaut, die eventuell mit den Schwämmen verwandt sind. Mit dem Massenaussterben an der Perm-Trias-Grenze, dem auch die Rugosa und die Tabulata zum Opfer fielen, kam die Riffbildung zunächst zum Erliegen. Ab der Mitteltrias erschienen die ersten Steinkorallen und nahmen im Laufe des Mesozoikums immer mehr zu. Im oberen Mesozoikum werden die zu den Muscheln gehörenden Rudisten zu weiteren wichtigen Riffbildnern. Sie sterben an der Kreide-Tertiär-Grenze aus. Seitdem sind die Steinkorallen die wichtigsten Riffbildner.

## Beispiele

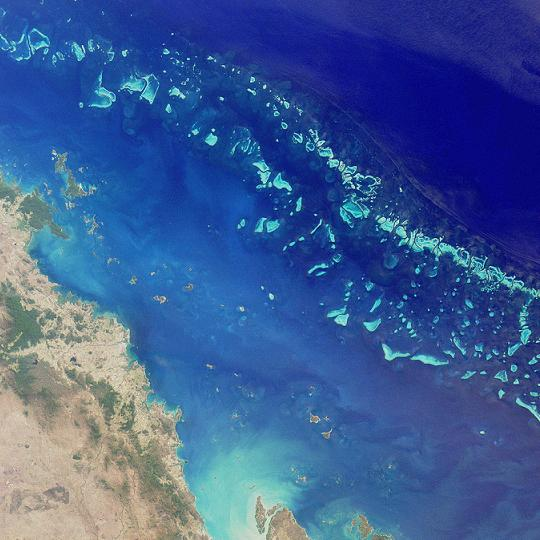
Südlicher Teil des Great Barrier Reef. Satellitenaufnahme, Bildausschnitt ca. 200 × 200 km

- Great Barrier Reef, vor der Küste des australischen Bundesstaates Queensland
- Belize Barrier Reef, vor Belize
- Neukaledonisches Barriereriff, bei Neukaledonien,
- Korallendreieck,[27] es umfasst die Philippinen, Osttimor, Teile Indonesiens, Neuguinea und die Salomon-Inseln
- Korallenriff der Teufelsschlucht in Albanien